# Groene staalvink
De groene staalvink (Vidua funerea) is een zangvogel uit de familie Viduidae.

## Kenmerken
De lichaamslengte bedraagt 12 cm.

## Leefwijze
Deze vogel is een goede imitator van de donkerrode amarant. Een ander gegeven is, dat hij ook zijn eieren in het nest van deze soort legt.

## Verspreiding en leefgebied
Deze soort komt voor van Kenia tot Zuid-Afrika en in delen van West-Afrika en telt twee ondersoorten:
- V. f. nigerrima: van westelijk Kenia en Tanzania tot noordelijk Angola, Zambia en Mozambique.
- V. f. funerea: zuidelijk Mozambique en noordelijk en oostelijk Zuid-Afrika.